# Tepelenë
Tepelenë é uma cidade e município (em albanês:  bashkia) da Albânia. É a capital do distrito de Tepelenë na prefeitura de Gjirokastër.